# Yoshiyuki Miyake
Yoshiyuki Miyake 三宅義行?, Miyake Yoshiyuki (Murata, 30 settembre 1945) è un ex sollevatore giapponese medagliato olimpico e campione mondiale che ha gareggiato nelle categorie dei pesi gallo (fino a 56 kg.) e dei pesi piuma (fino a 60 kg.).

## Carriera
Fratello minore di Yoshinobu Miyake, due volte campione olimpico nei pesi piuma, Yoshiyuki Miyake ha iniziato la propria carriera di sollevatore nei pesi gallo, raggiungendo i maggiori successi dopo il passaggio ai pesi piuma, la stessa categoria in cui anche suo fratello Yoshinobu ha raggiunto i maggiori successi.
Nel 1965 Yoshiyuki Miyake ha vinto la medaglia di bronzo nei pesi gallo ai campionati mondiali di Teheran con 345 kg. nel totale di tre prove, giungendo dietro all'ungherese Imre Földi (360 kg.) e al connazionale Shirō Ichinoseki (355 kg.).
Nel 1966 è passato alla categoria superiore dei pesi piuma, partecipando ai campionati mondiali di Berlino Est e ottenendo la medaglia di bronzo con 370 kg. nel totale, alle spalle del fratello Yoshinobu (387,5 kg.) e del polacco Mieczysław Nowak (382,5 kg.).
Due anni dopo ha partecipato insieme a Yoshinobu alle Olimpiadi di Città del Messico 1968, le cui competizioni di sollevamento pesi erano valide anche come campionati mondiali, terminando anche qui alla medaglia di bronzo con 385 kg. nel totale, dietro a Yoshinobu (392,5 kg.) e al sovietico Dito Šanidze (387,5 kg.).
Nel 1969 ha vinto la medaglia d'oro ai campionati mondiali di Varsavia con 385 kg. nel totale, battendo il bulgaro Mladen Kučev (stesso risultato di Miyake nel totale) e Dito Šanidze (380 kg.).
L'anno successivo, nel mese di settembre, si è classificato al 3º posto con 382,5 kg. nel totale ai Campionati mondiali di Columbus, ma è stato squalificato per doping insieme al 1º e 2º classificato della stessa gara. Nel mese di dicembre dello stesso anno ha vinto la medaglia d'oro ai Giochi Asiatici di Bangkok.
Nel 1971 Yoshiyuki Miyake è riuscito a tornare sul tetto del mondo, vincendo la medaglia d'oro ai campionati mondiali di Lima con 387,5 kg. nel totale, battendo il connazionale Kenkichi Andō (382,5 kg.) e il bulgaro Norajr Nurikjan (377,5 kg.).
Dopo quest'ultima vittoria non ha avuto altri risultati importanti nelle grandi competizioni internazionali.
Ritiratosi dall'attività agonistica, è diventato allenatore di sollevamento pesi, allenando, tra gli altri, sua figlia Hiromi Miyake, vincitrice di due medaglie olimpiche a Londra 2012 e a Rio de Janeiro 2016.
Nel 2016 è stato eletto presidente della Federazione giapponese di sollevamento pesi.